# Guilherme d'Oliveira Martins
Pour les articles homonymes, voir Oliveira et Martins.
Guilherme Waldemar Pereira d'Oliveira Martins, né à Lisbonne le 23 septembre 1952, est un homme politique portugais. Il est président du Tribunal des comptes.

## Biographie

### Jeunesse et formation
Titulaire d'une licence et d'une maîtrise de droit de l'université de Lisbonne, il participe en 1974 à la fondation de la Jeunesse sociale-démocrate (JSD). L'année suivante, il devient secrétaire général adjoint du Parti populaire démocrate (PPD) et consultant au ministère des Finances, puis au ministère de l'Industrie.
Il est recruté en 1977 en tant qu'assistant à l'université de Lisbonne. En 1979, il est nommé chef de cabinet d'António Sousa Franco, ministre des Finances du gouvernement technique intérimaire de Maria de Lourdes Pintasilgo.

### Du centre-droit au centre-gauche
Cette même année, il décide de quitter le PPD et participe à la création de l'Action sociale-démocrate indépendante (ASDI), un parti qui s'associe avec le Parti socialiste (PS) lors des élections législatives du 5 octobre 1980. À l'occasion de ce scrutin, il est élu député à l'Assemblée de la République.

### Conseiller présidentiel
Il n'est pas réélu aux élections de 1983 et quitte deux ans plus tard son poste à l'université de Lisbonne. Lors de la campagne présidentielle de 1986, il devient le porte-parole du Mouvement de soutien à Soares pour la présidence (MASP). À l'issue de l'élection, il est nommé conseiller politique du président de la République Mário Soares.
À compter de 1988, il partage ce poste avec les fonctions de vice-président de la commission national de l'UNESCO.

### Du Parlement au gouvernement
Lors des élections législatives de 1991, il se fait réélire à l'Assemblée de la République, quittant alors le cabinet du chef de l'État récemment réélu.
Les socialistes ayant remporté le scrutin de 1995, Guilherme d'Oliveira Martins est nommé secrétaire d'État, chargé de l'Administration éducative, auprès du ministre de l'Éducation Marçal Grilo le 30 octobre 1995.
Réélu député aux législatives de 1999, il est promu le 25 octobre ministre de l'Éducation. À l'occasion du remaniement ministériel du 15 septembre 2000, il devient ministre de la Présidence. Avec le remaniement opéré le 4 juillet 2001, il cumule ce poste avec celui de ministre des Finances.

### Fin de carrière parlementaire
Après la défaite des socialistes aux législatives anticipées du 17 mars 2002, il est élu vice-président du groupe parlementaire socialiste. Il est reconduit après les élections du 20 février 2005.

### Hors de la politique
Il quitte rapidement l'Assemblée pour devenir président du Tribunal des comptes, fonction dans laquelle il reste jusqu'en 2015.

## Principaux ouvrages publiés
- Lições sobre a Constituição Económica Portuguesa (2 volumes)
- Oliveira Martins, uma Biografia
- Escola de Cidadãos (2 éditions)
- O Enigma Europeu
- Educação ou Barbárie?
- Ministério das Finanças – Subsídios para a sua História no Bicentenário da Secretaria de Estado dos Negócios da Fazenda
- Portugal – Instituições e Factos (éditions en anglais, français et chinois)
- Audácia de País Moderno
- Oliveira Martins, um Combate de Ideias
- Ensaio sobre a Constituição Económica Portuguesa (en collaboration avec António de Sousa Franco)
- O Novo Tratado Constitucional Europeu
- Portugal - Identidade e Diferença
- Património, Herança e Memória: A cultura como criação. Collection Trajectos Portugueses, nº 78, Gradiva, avril 2009

## Hommages
- Grand Officier de l'Ordre de l'Infant Dom Henri (Portugal)
- Commandeur de l'Ordre d'Isabelle la Catholique (Espagne)
- Grande-Croix de l'Ordre national de la Croix du Sud (Brésil)
- Officier de la Légion d'honneur (France)